# کارانچ‌برنی
کارانچ‌بِرِنی (به مجاری:  Karancsberény) یک منطقهٔ مسکونی در مجارستان است که در ناحیه شالگوتاریان واقع شده‌است. کارانچ‌بِرِنی ۲۳٫۱۴ کیلومتر مربع مساحت و ۸۴۶ نفر جمعیت دارد و ۲۳۶ متر بالاتر از سطح دریا واقع شده‌است.